# 维尔河畔圣苏珊
维尔河畔圣苏珊（法語：Sainte-Suzanne-sur-Vire，法語發音：[sɛ̃t syzan syʁ viʁ]）是法国芒什省的一个市镇，属于圣洛区。

## 地理
维尔河畔圣苏珊（49°3'39"N, 1°3'32"W）面积5.05 平方千米，位于法国诺曼底大区芒什省，该省份为法国西北部沿海省份，西、北、东北三面环大西洋，东起顺时针与卡爾瓦多斯省、奧恩省、马耶讷省和伊勒-维莱讷省接壤。
与维尔河畔圣苏珊接壤的市镇（或旧市镇、城区）包括：博德尔、维尔河畔孔代、布尔瓦莱。

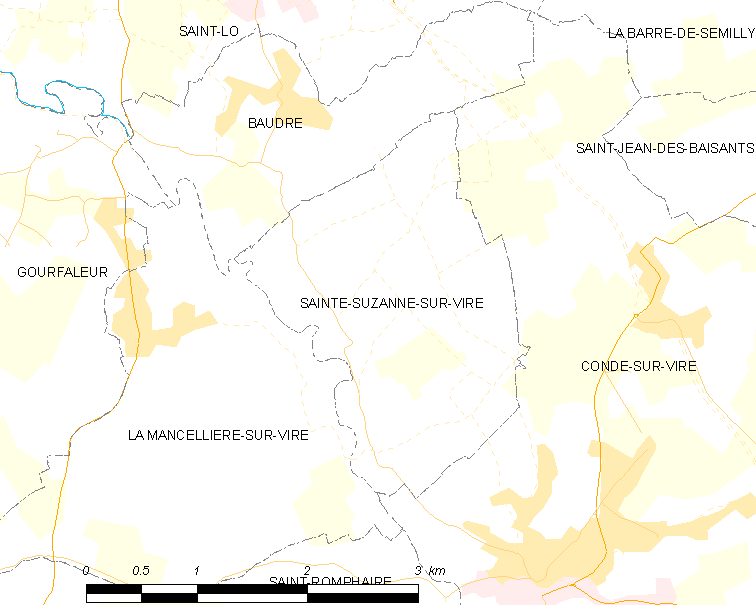
维尔河畔圣苏珊的OSM定位图

维尔河畔圣苏珊的时区为UTC+01:00、UTC+02:00（夏令时）。

## 行政
维尔河畔圣苏珊的邮政编码为50750，INSEE市镇编码为50556。

## 政治
维尔河畔圣苏珊所属的省级选区为圣洛第二县。

## 人口

1962-2008年间维尔河畔圣苏珊人口变化图示

维尔河畔圣苏珊于2022年1月1日时的人口数量为694人。